# Chromatogenys
A Chromatogenys a Scincomorph gyíkok egy kipusztult neme, aminek leleteit Magyarországon, a santoni korú iharkúti dinoszaurusz-lelőhelyen találták meg. A nem egyetlen faja a C. tiliquoides. Csak a  részleges jobb alsó mandibula alapján ismert, nevét a fellelt példány élénk szinezete uatán kapta. A fogazat durofág, vagyis az állat valószínűleg kemény héjú zsákmányt evett.

## Fordítás
Ez a szócikk részben vagy egészben  a   Chromatogenys című angol Wikipédia-szócikk ezen változatának fordításán alapul.  Az eredeti cikk szerkesztőit annak laptörténete sorolja fel. Ez a jelzés csupán a megfogalmazás eredetét és a szerzői jogokat jelzi, nem szolgál a cikkben szereplő információk forrásmegjelöléseként.